# Sólo pienso en ti (canción de Víctor Manuel)
Sólo pienso en ti es una canción compuesta por Víctor Manuel en 1978, aunque vería la luz un año después, en el álbum Soy un corazón tendido al sol, que fue grabado en Milán con la producción de Danilo Vaona. Subió a lo más alto de las listas de éxitos, y para muchos es la mejor canción del cantautor asturiano.

## Descripción
Está basada en la historia real de una pareja de personas con discapacidad intelectual del centro que la Fundación Promi tiene en Cabra, "que llevaron su amor hasta el matrimonio por encima de todas las trabas legales y sociales que encontraron en 1978". La pareja, Mari Luz y Antonio, se casó pocos años después, y tienen tres hijos, uno de ellos universitario. Víctor Manuel conoció su historia a raíz de una noticia publicada en el Diario Córdoba, que leyó estando en Montilla.
En 2004 fue elegida la sexta canción más popular en español según el programa Nuestra mejor canción de TVE. En 2010 fue elegida por la revista Rolling Stone en el puesto 196 de su lista Las 200 mejores canciones del pop-rock español. Además fue número uno en la lista de éxitos de Los 40 principales en abril de 1979.
Ese mismo año, la fundación Crisálida organizó una fiesta para celebrar la entrega de sus premios literarios. Ese año, la celebración fue en honor a la canción y a sus protagonistas: Víctor Manuel, que actuó en la fiesta, y Antonio y Mari Luz, quienes viajaron desde su lugar de residencia, Cabra (Córdoba), para asistir a la ceremonia. Coincidiendo con ese acto, Judith Colell realizó un documental basado en la canción, llamado también Sólo pienso en ti.

## Versiones
- Raúl Di Blasio (Alrededor del mundo, 1983). Versión instrumental.
- Gian Franco Pagliaro (álbum: Viva la gente.) (, 1983).
- Sergio Fachelli  (Hay amores y amores, 1987).
- Manzanita. (Sólo pienso en ti, 1995).
- Chayanne. (Volver a nacer, 1996).
- Lynda Thomas. (Sencillo promocional, 1998). Arreglos orquestales
- Juan Antonio Valderrama. (Infancia olvidada, 2003).
- Ana Torroja. (Nuestra mejor canción, 2004).
- Melendi. (Aún más curiosa la cara de tu padre, 2009).
- Vaudí. (Un poco de ti, 2014).
- Malavergüenza. (Retazos de Rock and Roll, 2015)